# كلية الهندسة (جامعة المنيا)

## تاريخ الكلية
يرجع إنشاء الكلية إلى البدايات الأولى للمعهد العالى الصناعى المنشأ عام 1957 والذي تحول إلى كلية الهندسة والتكنولوجيا بقرار رئيس مجلس الوزراء رقم (924) بتاريخ 2/10/1975 بعد ضمها إلى كليات فرع المنيا بجامعة أسيوط، ثم انضمت إلى جامعة المنيا عام 1976.

## الموقع
- تقع بمدينة المنيا على طريق مصر أسوان الزراعي قريباً من المدينة الجامعية.

## أقسام الكلية
تحتوى على الأقسام التالية :
- قسم هندسة السيارات والجرارات
- قسم الهندسة المعمارية
- قسم الهندسة المدنية
- قسم الهندسة الكهربائية
- قسم الهندسة القوى والطاقة
- قسم قسم هندسة الإنتاج
- قسم هندسة الحاسب والنظم
- قسم الهندسة الكيميائية
- قسم هندسة البترول :تم العمل بالقسم عام 2018-2019.
- قسم الهندسة الطبية :تم العمل بالقسم عام2012-2013 وهو مفتوح لعدد محدود جدا

بالإضافة إلى قسم متخصص:
- برنامج هندسة الميكاترونيات والربوتات الصناعية

## نظام الدراسة
تمنح الكلية درجة البكالريوس والماجستير والدكتوراه في الأقسام السابقة.
للحصول على البكالريوس في جميع الأقسام -عدا قسم الميكاترونيات والربوتات الصناعية- يجب عليك أن تجتاز أربع سنوات تخصصية بالإضافة إلى سنة إعدادية.
أما في قسم الميكاترونيات والربوتات الصناعية ؛ فتتم الدراسة فيه بنظام الساعات المعتمدة.

## مباني الكلية
- مبنى (ا): وبه أقسام هندسة الإنتاج والهندسة الكيميائية وهندسة البترول، ومجموعة مدرجات عامة، ورعاية الطلاب.
- مبنى مدرجات إعدادي ( آيل للسقوط ) ومغلق
- مبنى (ب): وبه أقسام الهندسة الكهربية، وهندسة القوى والطاقة، وهندسة السيارات والجرارات، والهندسة المعمارية.
- المبنى (ج): وبه مكتب السيد عميد الكلية ووكلائه ومجلس الكلية، وفي الدور الأرضي منه يوجد قاعة إنترنت وقاعة مؤتمرات، وبهذا المبنى أقسام الهندسة المدنية، وهندسة الحاسبات والنظم، وبرنامج الميكاترونيات والربوتات الصناعية.
- المبنى (د): وبه مدرجات اعدادي الجديدة، وصالات الرسم الهندسي، وقسم الهندسة الطبية، بالإضافة إلى المكتبة العامة
- مبنى الورش: ويوجد به الورش الخاصة بهندسة الإنتاج، وهندسة السيارات والجرارات

## اتحاد الطلاب
اتحاد الطلاب يضم عدة لجان منها :-

### لجنة الأسر
تتميز لجنة الأسر بأنها اللجنة الوحيدة التي يمكن أن تمارس جميع الأنشطة من خلالها الأسر
أمين اللجنة لعام 2013 : عبد الرحمن مصطفى يحي 
أمين مساعد اللجنة لعام 2013: محمد أشرف محمد محمود

### لجنة النشاط الرياضي
الملاعب الرياضية بالكلية.

## أشهر الخريجيين
- أبو العلا ماضي رئيس حزب الوسط.

## وصلات خارجية
- كلية الهندسة، جامعة المنيا